# José Luis Sarabia
José Luis Sarabia Moreno (Pamplona, Navarra, 30 de marzo de 1965), más conocido como Sarabia II, es un exfutbolista español que jugaba como extremo derecho.
A lo largo de su carrera deportiva disputó 15 encuentros de Primera División, 84 de Segunda División y 105 de Segunda B. Su gol más importante supuso la primera victoria del CA Osasuna en el Camp Nou.

## Biografía
Sarabia se formó en la cantera del Athletic Club, debutando en 1983 en el Bilbao Athletic. El 9 de septiembre de 1984 debutó en Primera División en una derrota por 3 a 0 ante el Sevilla. En esa jornada los futbolistas profesionales hicieron huelga y los clubes tuvieron que convocar a futbolistas jóvenes de su cantera.
Abandonó el club bilbaíno en 1986 marchándose a la UE Lleida. En el equipo catalán anotó más de una decena de goles. Se incorporó al CA Osasuna en 1987, con el que marcó dos tantos en Primera División. Su primer gol en La Liga sirvió para derrotar al FC Barcelona en el Camp Nou por 0 a 1. Este gol fue anotado el 24 de enero de 1988.
Sin embargo, no continuó en la entidad navarra y se marchó a la UD Alzira. Un año más tarde fichó por el Linares Club de Fútbol, con el que marcó diez tantos. Esto le valió para fichar por el  Real Burgos, que acababa de ascender a Primera División. José Luis únicamente disputó tres encuentros con el club burgalés. Entre 1991 y 1993 fue jugador del CD Badajoz, con el que logró un ascenso a Segunda División en una campaña en la que logró catorce tantos. Se retiró en las filas del FC Andorra en 1994.

## Clubes
| Club                   | País   | Temporada   |
| ---------------------- | ------ | ----------- |
| Bilbao Athletic        | España | 1983 - 1986 |
| UE Lleida              | España | 1986 - 1987 |
| CA Osasuna             | España | 1987 - 1988 |
| UD Alzira              | España | 1988 - 1989 |
| Linares Club de Fútbol | España | 1989 - 1990 |
| Real Burgos            | España | 1990 - 1991 |
| CD Badajoz             | España | 1991 - 1993 |
| FC Andorra             | España | 1993 - 1994 |